# Чепа, Владимир Александрович
Владимир Александрович Чепа (22 апреля 1990, Быстрая, РСФСР, СССР — 12 июля 2023, в районе Работино, Запорожская область) — российский военнослужащий, майор, командир разведывательного батальона 810-й отдельной гвардейской бригады морской пехоты береговых войск Черноморского флота. Герой Российской Федерации (посмертно, 2023).

## Биография
Родился 22 апреля 1990 года в деревне Быстрая Красноярского края. Обучался в Быстрянской средней школе № 15 по месту жительства, которую в 2008 году окончил.
В этом же 2008 году — в Вооружённых силах Российской Федерации. Являлся курсантом Новосибирского высшего военного командного училища (филиал военно-учебного научного центра Сухопутных войск «Общевойсковая академия Вооружённых сил Российской Федерации», 2010—2015).
В 2013 году после окончания факультета военной разведки названного училища, проходил службу в 810-й отдельной гвардейской бригаде морской пехоты в Севастополе. Начинал Чепа службу с командира разведывательного взвода. В 2014 году стал участником захвата Крыма. С 2015 года Чепа стал командиром радиоэлектронной разведки разведывательного батальона. С 2019 года стал заместителем командира разведывательного батальона по вооружению. С 2022 года — командир разведывательного батальона. Принимал участие во вторжении в Украину.
Погиб 12 июля 2023 года в районе села Работино Запорожской области. Похоронен 23 июля этого же года в Минусинске своего родного края.

## Звания и награды
- Герой Российской Федерации (Указом Президента Российской Федерации «закрытым» от 12 октября 2023 года за мужество и героизм, проявленные при исполнении воинского долга, гвардии майор Чепе Владимиру Александровичу присвоено звание Героя Российской Федерации, посмертно). Медаль «Золотая Звезда» была вручена семье 22 ноября 2023 года в Правительстве Красноярского края губернатором М. М. Котюковым[2].
- Медаль ордена «За заслуги перед Отечеством» II степени с мечами (2022)[1].